# Distichopora rosalindae
Distichopora rosalindae är en nässeldjursart som beskrevs av Stephen D. Cairns 1986. Distichopora rosalindae ingår i släktet Distichopora och familjen Stylasteridae. Inga underarter finns listade i Catalogue of Life.